# 5050 Doctorwatson
5050 Doctorwatson è un asteroide della fascia principale. Scoperto nel 1983, presenta un'orbita caratterizzata da un semiasse maggiore pari a 2,4000968 UA e da un'eccentricità di 0,1199950, inclinata di 0,86724° rispetto all'eclittica.